# Pouteria gardneri
Pouteria gardneri là một loài thực vật có hoa trong họ Hồng xiêm. Loài này được (Mart. & Eichler ex Miq.) Baehni miêu tả khoa học đầu tiên năm 1942.

## Hình ảnh

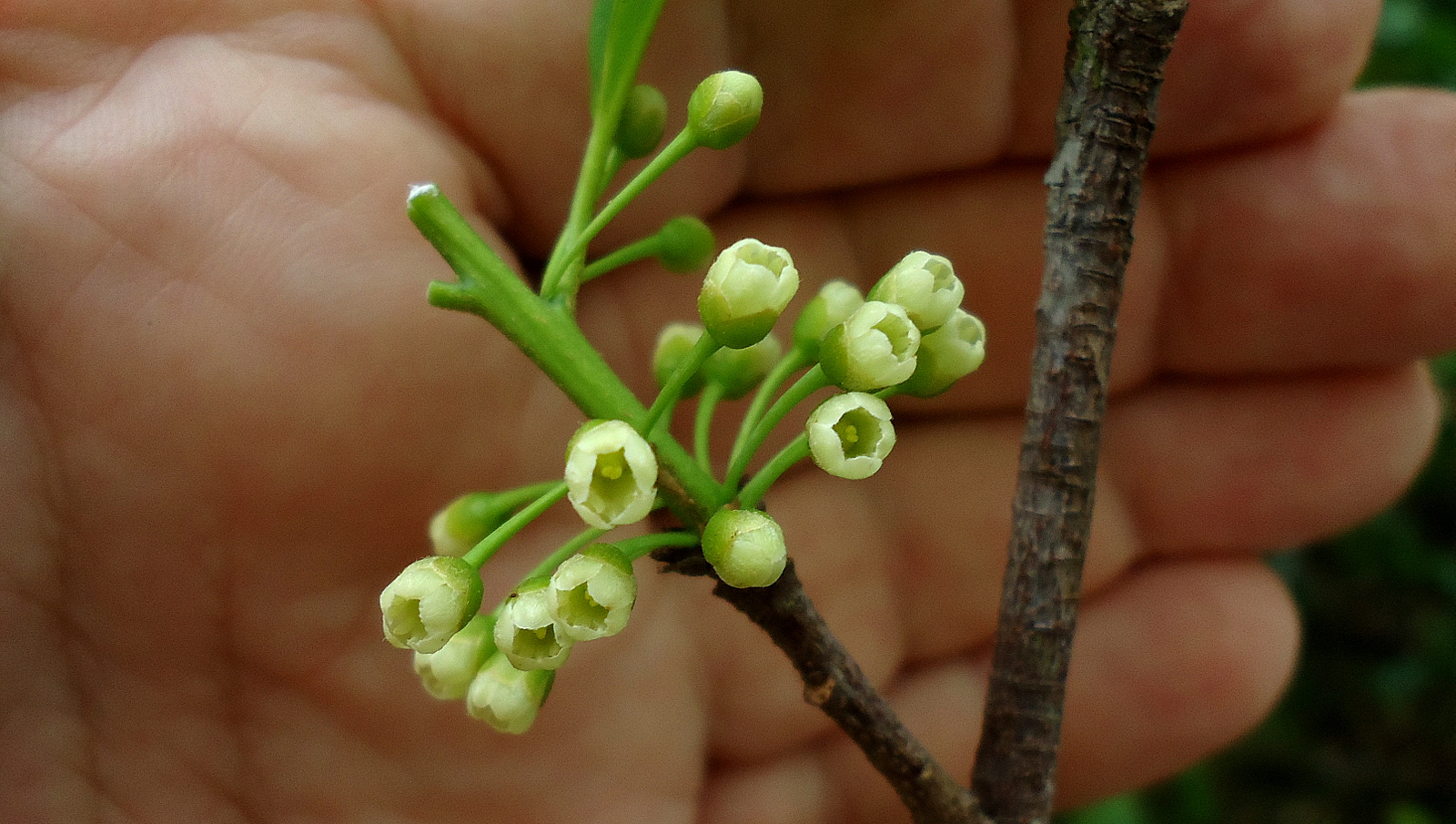